# Tipula (Pterelachisus) seticellula longiligula
Tipula (Pterelachisus) seticellula longiligula is een ondersoort van de tweevleugelige Tipula (Pterelachisus) seticellula uit de familie langpootmuggen (Tipulidae). De ondersoort komt voor in het Palearctisch gebied.